# Regeringen Lars Løkke Rasmussen II
Regeringen Lars Løkke Rasmussen II var Danmarks regering mellan den 28 juni 2015 och den 28 november 2016 då den efterträddes av Regeringen Lars Løkke Rasmussen III. Det var en minoritetsregering bestående enbart av Venstre.

## Ministären
| Ämbete                                               | Minister | Minister                 | Tillträdde        | Avgick            | Parti   |
| ---------------------------------------------------- | -------- | ------------------------ | ----------------- | ----------------- | ------- |
| Statsminister                                        |          | Lars Løkke Rasmussen     | 28 juni 2015      | 28 november 2016  | Venstre |
| Finansminister                                       |          | Claus Hjort Frederiksen  | 28 juni 2015      | 28 november 2016  | Venstre |
| Utrikesminister                                      |          | Kristian Jensen          | 28 juni 2015      | 28 november 2016  | Venstre |
| Kulturminister och kyrkominister                     |          | Bertel Haarder           | 28 juni 2015      | 28 november 2016  | Venstre |
| Transportminister och byggnadsminister               |          | Hans Christian Schmidt   | 28 juni 2015      | 28 november 2016  | Venstre |
| Miljöminister och livsmedelsminister                 |          | Eva Kjer Hansen          | 28 juni 2015      | 27 februari 2016  | Venstre |
| Miljöminister och livsmedelsminister                 |          | Esben Lunde Larsen       | 29 februari 2016  | 28 november 2016  | Venstre |
| Närings- och tillväxtminister                        |          | Troels Lund Poulsen      | 28 juni 2015      | 28 november 2016  | Venstre |
| Invandrar-, Integrations- och bostadsminister        |          | Inger Støjberg           | 28 juni 2015      | 28 november 2016  | Venstre |
| Social- och inrikesminister                          |          | Karen Ellemann           | 28 juni 2015      | 28 november 2016  | Venstre |
| Justitieminister                                     |          | Søren Pind               | 28 juni 2015      | 28 november 2016  | Venstre |
| Energi-, hushållnings- och energiminister            |          | Lars Christian Lilleholt | 28 juni 2015      | 28 november 2016  | Venstre |
| Minister för barn, undervisning och jämställdhet     |          | Ellen Trane Nørby        | 28 juni 2015      | 28 november 2016  | Venstre |
| Hälso- och äldreminister                             |          | Sophie Løhde             | 28 juni 2015      | 28 november 2016  | Venstre |
| Skatteminister                                       |          | Karsten Lauritzen        | 28 juni 2015      | 28 november 2016  | Venstre |
| Utbildnings- och forskningsminister                  |          | Esben Lunde Larsen       | 28 juni 2015      | 29 februari 2016  | Venstre |
| Utbildnings- och forskningsminister                  |          | Ulla Tørnæs              | 29 februari 2016  | 28 november 2016  | Venstre |
| Försvarsminister och minister för nordiskt samarbete |          | Carl Holst               | 28 juni 2015      | 30 september 2015 | Venstre |
| Försvarsminister och minister för nordiskt samarbete |          | Peter Christensen        | 30 september 2015 | 28 november 2016  | Venstre |
| Arbetsmarknadsminister                               |          | Jørn Neergaard Larsen    | 28 juni 2015      | 28 november 2016  | Venstre |